# Hydroptila lennoxi
Hydroptila lennoxi is een schietmot uit de familie Hydroptilidae. De soort komt voor in het Nearctisch gebied.